# 아프리카의 좋은 사람
《아프리카의 좋은 사람》(영어: A Good Man in Africa)은 1994년 미국의 코미디 영화로, 브루스 베리스퍼드 감독의 연출 작품이다. 윌리엄 보이드의 소설 《굿맨 in 아프리카》가 원작이며, 콜린 프릴스, 조앤 웰리, 숀 코너리, 존 리스고, 루이스 고셋 주니어, 이선 호크가 출연했다.

## 출연진
- 콜린 프릴스 - 모건 리피
- 숀 코너리 - 앨릭스 머리 박사
- 존 리스고 - 아서 팬쇼
- 다이애나 리그 - 베라 들마주
- 루이스 고셋 주니어 - 샘 아데쿤레 교수
- 조앤 웰리 - 실리아 아데쿤레
- 세라제인 펜턴 - 프리실라 팬쇼
- 사이먼 레벌리 - 머리 박사의 아들
- 메이너드 에지아시 - 프라이데이